# Pica-soques de Còrsega
El pica-soques pitblanc (Sitta whiteheadi) és una espècie d'ocell de la família dels sítids (Sittidae) que habita boscos de les muntanyes de Còrsega.